# Guerrilla Gardeners
Guerrilla Gardeners è un programma televisivo italiano del 2016, che è originalmente andato in onda su La5 dal 2016 al 2019, e dal 2022 su HGTV. È stato condotto prima da Annalisa Mandolini e dopo da Matteo Foschi. Il programma racconta ville e giardini italiani bellissimi che possono diventare ispirazione per ciò che si potrebbe fare a casa propria.
Il programma si è spostato su HGTV dopo l'accordo con Discovery Italia tramite la sua raccolta pubblicitaria Discovery Media.

## Episodi
| Edizione | Conduzione         | Periodo         | Periodo         | Puntate | Rete |
| Edizione | Conduzione         | Inizio          | Fine            | Puntate | Rete |
| -------- | ------------------ | --------------- | --------------- | ------- | ---- |
| 1°       | Annalisa Mandolini | 12 ottobre 2016 | 12 ottobre 2016 | 1       | La5  |
| 2°       | Annalisa Mandolini | 11 maggio 2017  | 15 giugno 2017  | 6       | La5  |
| 3°       | Annalisa Mandolini | 31 maggio 2018  | 5 luglio 2018   | 6       | La5  |
| 4°       | Annalisa Mandolini | 25 maggio 2019  | 29 giugno 2019  | 6       | La5  |
| 5°       | Matteo Foschi      | 18 maggio 2022  | 1 giugno 2022   | 6       | HGTV |
| 6°       | Matteo Foschi      | 24 maggio 2023  | 7 giugno 2023   | 6       | HGTV |

### 1ª edizione (2016)
| n° | Prima TV        |
| -- | --------------- |
| 1  | 12 ottobre 2016 |

### 2ª edizione (2017)
| n° | Prima TV       |
| -- | -------------- |
| 1  | 11 maggio 2017 |
| 2  | 18 maggio 2017 |
| 3  | 25 maggio 2017 |
| 4  | 1 giugno 2017  |
| 5  | 8 giugno 2017  |
| 6  | 15 giugno 2017 |

Questa edizione è stata annunciata il 5 aprile 2017.

### 3ª edizione (2018)
| n° | Prima TV       |
| -- | -------------- |
| 1  | 31 maggio 2018 |
| 2  | 7 giugno 2018  |
| 3  | 14 giugno 2018 |
| 4  | 21 giugno 2018 |
| 5  | 28 giugno 2018 |
| 6  | 5 luglio 2018  |

### 4ª edizione (2019)
| n° | Prima TV       |
| -- | -------------- |
| 1  | 25 maggio 2019 |
| 2  | 1 giugno 2019  |
| 3  | 8 giugno 2019  |
| 4  | 15 giugno 2019 |
| 5  | 22 giugno 2019 |
| 6  | 29 giugno 2019 |

### 5ª edizione (2022)
| n° | Titolo                  | Prima TV       |
| -- | ----------------------- | -------------- |
| 1  | Sicilia!                | 18 maggio 2022 |
| 2  | Il sud della Sardegna!  | 18 maggio 2022 |
| 3  | Capri!                  | 25 maggio 2022 |
| 4  | Toscana!                | 25 maggio 2022 |
| 5  | Il nord della Sardegna! | 1 giugno 2022  |
| 6  | Monferrato!             | 1 giugno 2022  |

### 6ª edizione (2023)
| n° | Titolo             | Prima TV       |
| -- | ------------------ | -------------- |
| 1  | Salento            | 24 maggio 2023 |
| 2  | Catania            | 24 maggio 2023 |
| 3  | Toscana            | 31 maggio 2023 |
| 4  | Valle D'Itria      | 31 maggio 2023 |
| 5  | Padenghe sul Garda | 7 giugno 2023  |
| 6  | Siracusa           | 7 giugno 2023  |

## Trasmissione
Il programma ha debuttato il 12 ottobre 2016. Fino al 2018, è andato in onda su La5. Dopo l'accordo con Discovery Media, il programma si è spostato su HGTV, dove va ancora in onda.